# Pintura barroca italiana

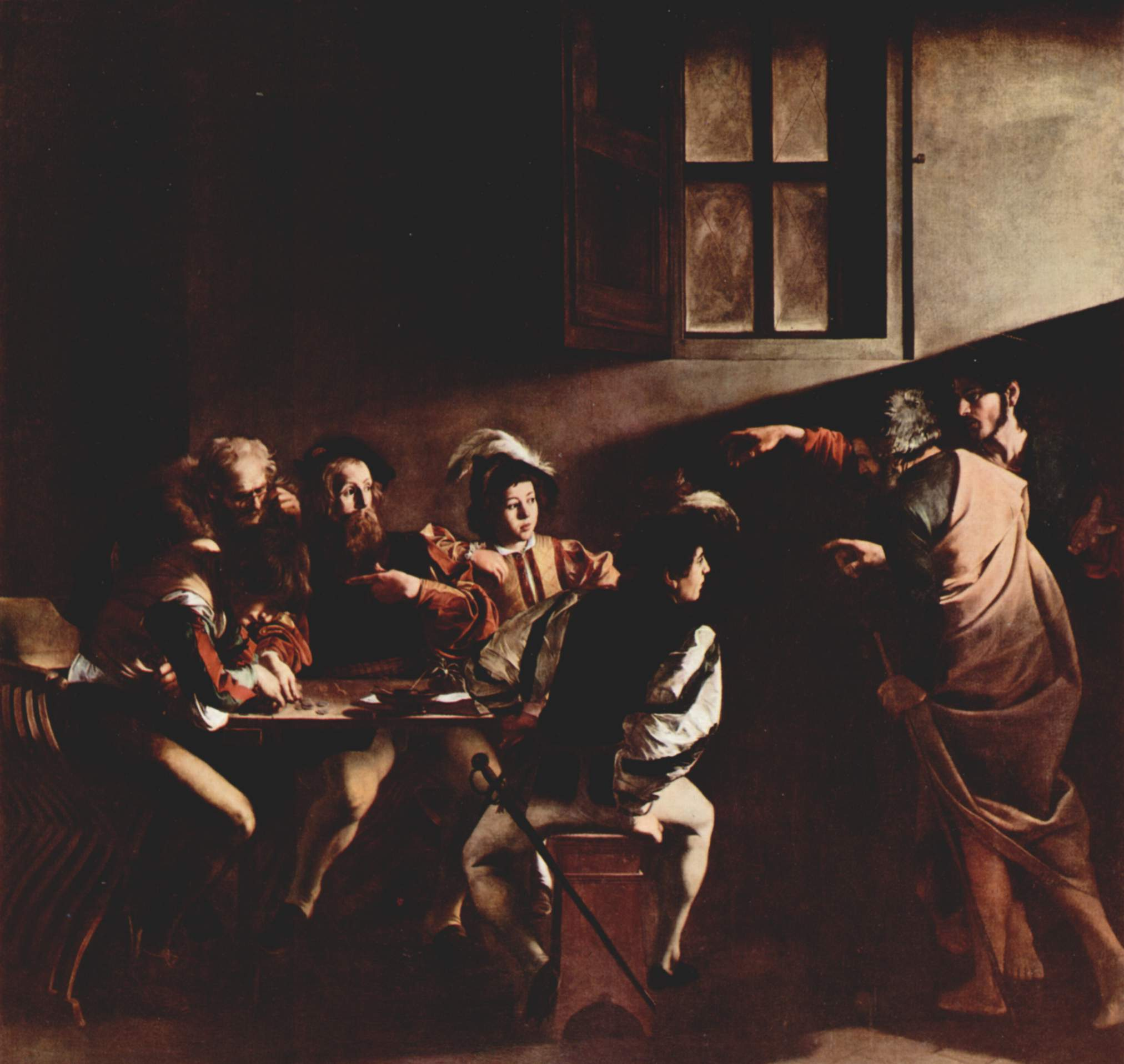
Caravaggio: La vocació de Sant Mateu (1601).

La pintura barroca italiana es va desenvolupar des de finals del segle xvi i al llarg de tot del xvii i bona part del xviii. Precisament el Barroc, com a moviment artístic diferenciat del classicisme i el seu epígon el manierisme, va néixer a Itàlia, concretament a Roma. No obstant, després es van desenvolupar escoles nacionals com l'espanyola o als Països Baixos. Dos són els principals moviments artístics, el tenebrisme-Caravaggisme i el classicisme romà-bolonyès. La pintura barroca italiana es va convertir, com la resta de l'art barroc, en un instrument de l'Església catòlica al servei de la Contrareforma, de manera que els pintors es van convertir, gràcies a les seves obres, en un intermediari necessari per aconseguir amb eficàcia l'ànim dels fidels.

## Característiques

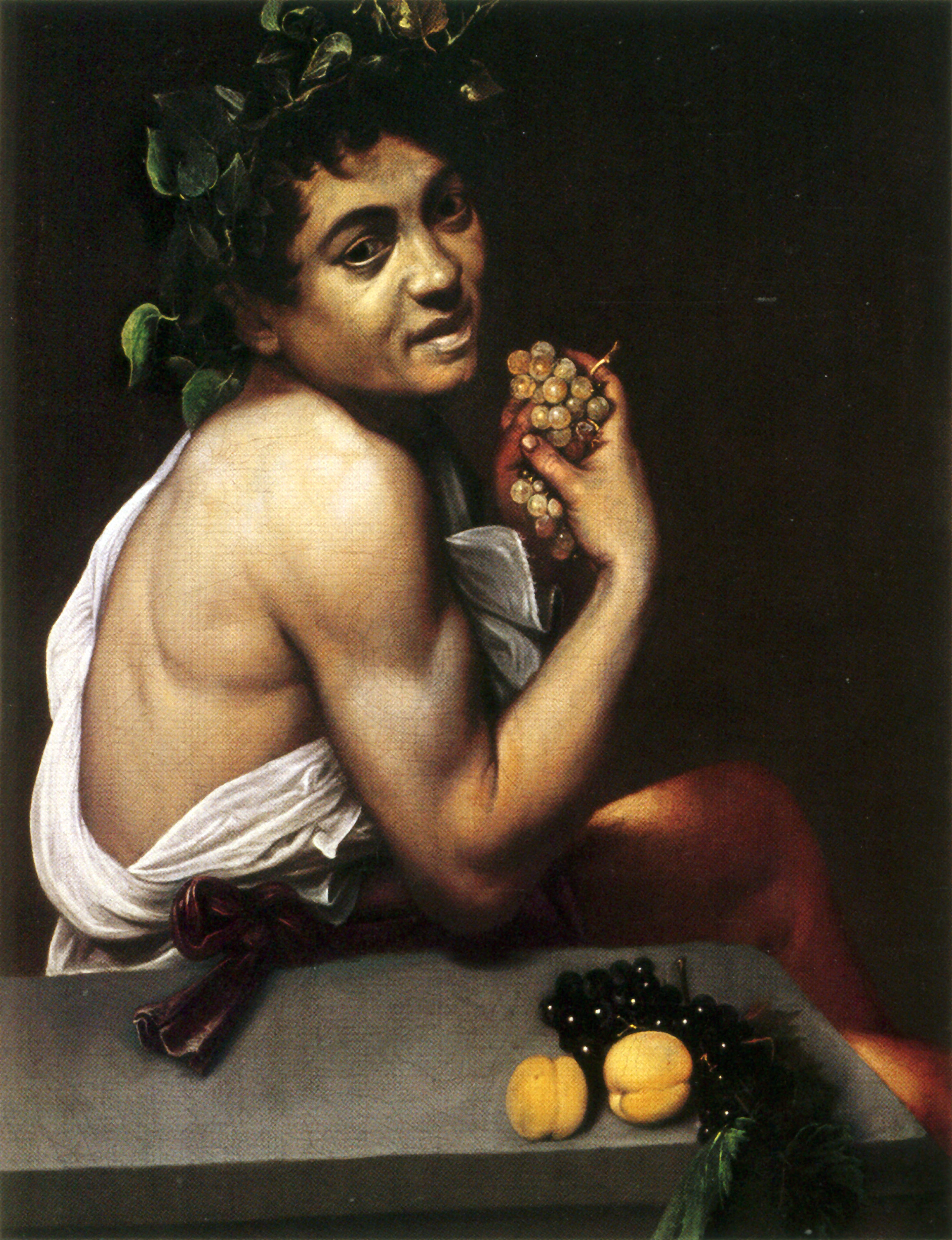
Caravaggio: El petit Bacus malalt, circa 1591-1593, exemple de naturalisme, molt allunyat de la idealitzada bellesa de l'alt Renaixement.

L'art era el mitjà a través del qual l'Església catòlica triomfant persuadia als heretges, els dubtosos, i aconseguia mantenir la pressió protestant més enllà de les fronteres italianes. Per aconseguir aquest ambiciós objectiu, l'art havia de tenir capacitat per seduir, commoure, conquistar el gust, no ja a través de l'harmonia del Renaixement sinó mitjançant l'expressió d'emocions fortes. Certament, el Barroc és l'estil de la Contrareforma en el sentit que aquest moviment catòlic ho va usar per propagar les seves idees, però no pot ignorar-se que es va conrear igualment en països protestants, principalment a les Províncies Unides.
La fascinació visceral de l'estil barroc deriva d'una implicació directa dels sentits. En la pintura barroca no s'apel·lava a l'intel·lecte ni a la subtilesa refinada del manierisme. El nou llenguatge apuntava directament a l'estómac, a les vísceres, als sentiments de l'observador, o dit amb major exactitud, de l'espectador. Es empleaba una iconografia el més directa possible, simple, òbvia, però al mateix temps teatral.
La pintura italiana de l'època va tractar de trencar amb les formes del manierisme, ja mal vistes. I ho va fer amb dues tendències al seu torn oposades entre si, el naturalisme i el classicisme.

## Evolució de l'estil

### Caravaggismo

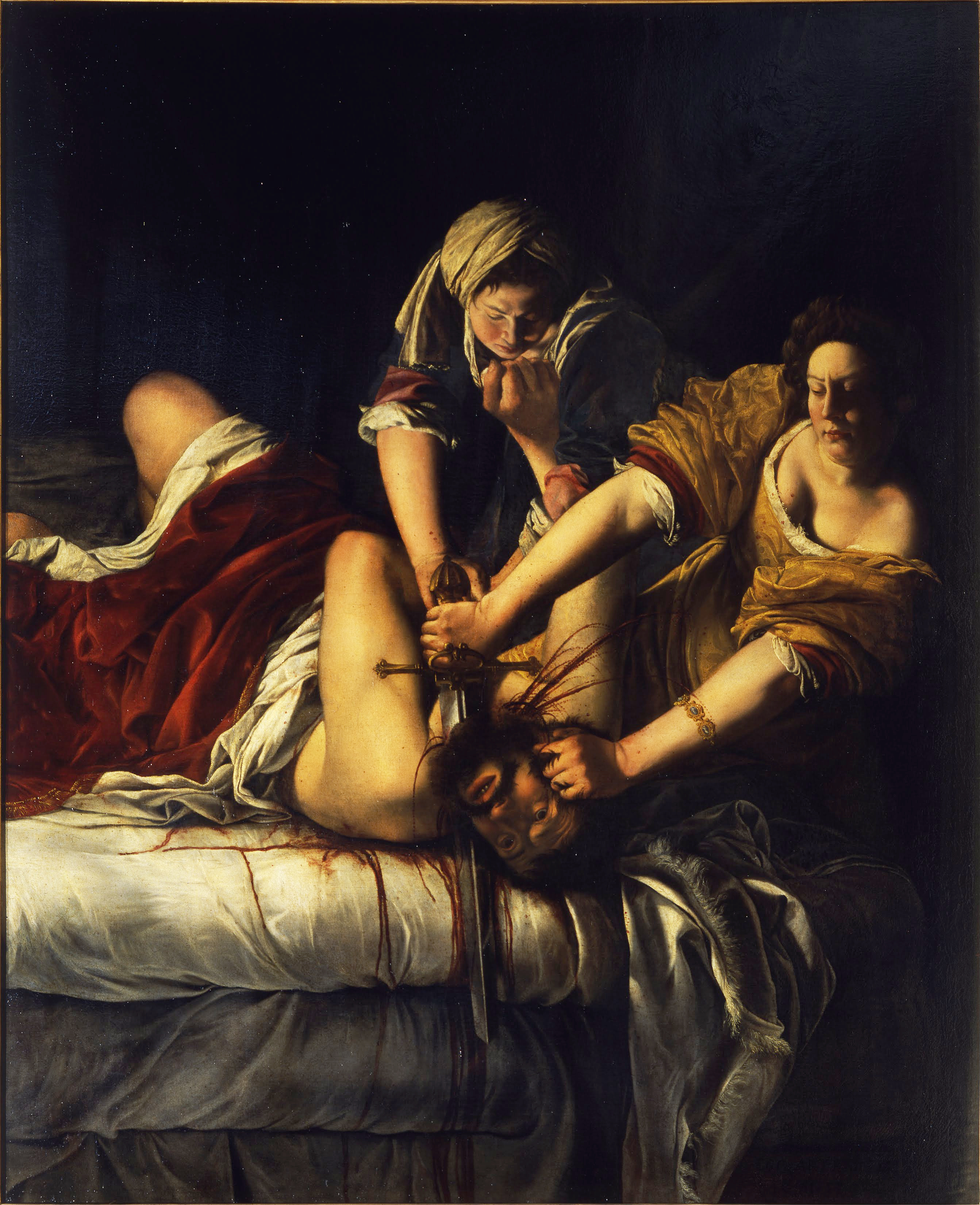
Artemisia Gentileschi: Judit decapitant a Holofernes (versió de Florència) (1620), un exemple de l'escola caravagista.

El naturalisme, del que Caravaggio és el millor representant, tracta temes de la vida quotidiana, amb imatges tétricas usant efectes de llum. Enfront de la llum suau i clara del Renaixement, Caravaggio usa forts contrastos de llum i ombra o llums violentes que podien veure's en els venecians Bassano i Tintoretto. Parts de l'escena s'il·luminen amb intensitat, mentre que unes altres queden sumides en la foscor, predominant la representació de la figura humana, els seus gestos i actituds, i menyspreant els fons i paisatges. D'aquesta manera, mitjançant l'ús del clarobscur es dota al llenç d'intensitat i viveza. D'altra banda, aquesta llum intensa el que mostra, ja no són figures de bellesa ideal, sinó la realitat tal com és, sense artificis, de manera viva i dramàtica. Un exemple d'aquesta forma de treballar és La Mort de la Mare de Déu (1606), quadre del que es diu que Caravaggio va prendre com a model a una dona ofegada en el Tíber, i que es va rebutjar pel seu naturalisme, tan allunyat dels models renaixentistes com el Mort de la Mare de Déu de Mantegna. Caravaggio pren, doncs, models de la realitat, nens del carrer, dones vulgars, captaires, encarnen als seus sants i verges. D'una banda, s'aconseguia així una major identificació del creient amb les històries religioses que es narraven, però per un altre era inevitable que es considerés de vegades massa vulgar i amb això, poc respectuós cap a les figures sacras, motiu pel qual en més d'una ocasió el comitente va rebutjar les seves obres. Caravaggio, menyspreant la jerarquia dels gèneres imperant en la seva època, afirma que «el mateix grau d'elaboració exigia fer un bon quadre de flors, que fer-ho de figures». A ell s'ha d'un dels primers bodegones purs, el seu famosa Cistell amb fruites (circa 1596).
Una bona part dels pintors de l'època van conrear el caravaggismo, entre ells els Gentileschi (el pare Orazio, 1563–1639, i la filla Artemisia, 1597–1654), el venecià Carlo Saraceni (c. 1570–1620) o Bartolomeo Manfredi (1582–1622). cal destacar com a centre artístic del caravaggismo a Nàpols, en aquells dies virregnat espanyol. Caravaggio va passar per aquesta ciutat, deixant un segell indeleble i donant involuntàriament vida a una de les escoles pictòriques més importants de la primera meitat del segle. Van destacar Carracciolo (1578–1635) i a l'espanyol José de Ribera (1591–1652) i els seus deixebles. Va influir igualment en pintors estrangers que estudiaven o treballaven a Roma, els qui van reinterpretar el tenebrisme en clau nacional, cal citar als «Bamboccianti» flamencs, o a l'alemany Adam Elsheimer. Domenico Fetti (c. 1589–1623), que va treballar a Roma, Màntua i Venècia, és un altre pintor influït pel tenebrisme, si bé utilitza una llum una mica més difusa.

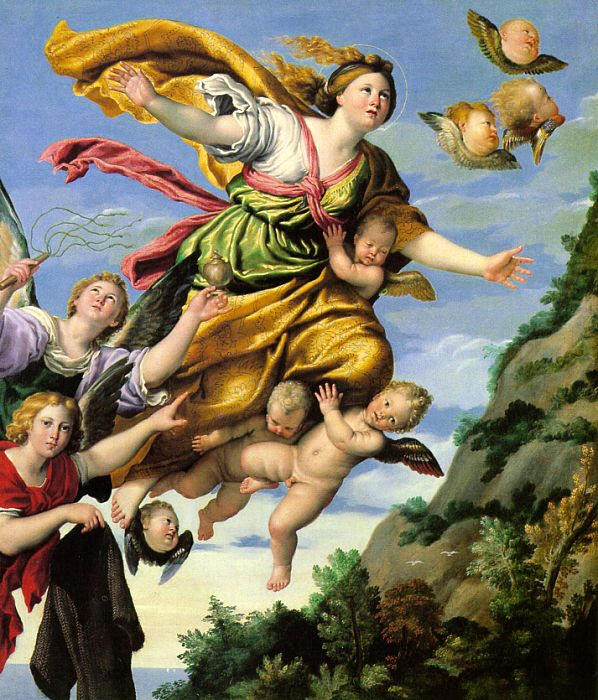
El Domenichino: L'assumpció de Santa María Magdalena, c. 1617-1621, clasicista que pretén seguir els models de Rafael.

### Classicisme romà-bolonyès
Per la seva banda, els Carracci formen l'anomenat classicisme. Els temes a plasmar s'inspiren en la cultura greco-llatina, amb éssers mitològics, i al·legories. Rebutgen les figures distorsionades del manierisme, però també la cruesa naturalista de Caravaggio, i opten per pintar una bellesa ideal que recorda a la de l'alt Renaixement, de manera que són un estil intermedi més realista que el manierisme, però més idealitzat al seu torn que el caravaggismo. Els influeixen granment els mestres del segle xvi, com Rafael i Miquel Àngel. El color i la llum són suaus, marcant un ritme alegre i dinàmic. Al costat de les figures de bellesa idealitzada, es representen paisatges clasicistes, equilibrats i serens en els quals solen aparèixer ruïnes romanes, recuperant així un paisatge clàssic que els caravagistes havien ignorat. Encara que segueix havent-hi figures humanes, l'important en aquests paisatges és la representació de la natura que l'home no domina i que és una mica més que el marc on es desenvolupen els esdeveniments humans. Es pinten frescs en sostres i voltes, renovant aquesta tècnica; Annibale Carracci inicia les grans decoracions barroques amb la seva decoració de la volta del saló o Galeria del palau Farnesio (1597–1604). En ella divideix idealment el sostre en quadres amb arquitectures fingides, i dins de cadascun d'aquests quadres, es pinta les corresponents escenes, que semblen així inserides en un marc arquitectònic. Amb la pintura essencial, heroica i clàssica de A. Carracci va començar a delinear-se l'art barroc; la seva influència posterior, en les grans decoracions del ple barroc i més enllà, en el Rococó, és immensa. Carracci es va inspirar, al seu torn, en un artista al que la crítica considera essencial i autèntic precursor del Barroc, Antonio Allegri anomenat Antonio da Correggio. Un altre important precedent que s'assenyala com a reacció antimanierista que intenta recuperar aquesta bellesa ideal de l'alt Renaixement és Federico Barocci de Urbino (c. 1535–1612). Es pot establir un paral·lelisme amb l'àmbit musical, on el contrapunt pren peu sostenint la polifonia, i el to i l'amalgama orquestral apareixia sempre amb major insistència.

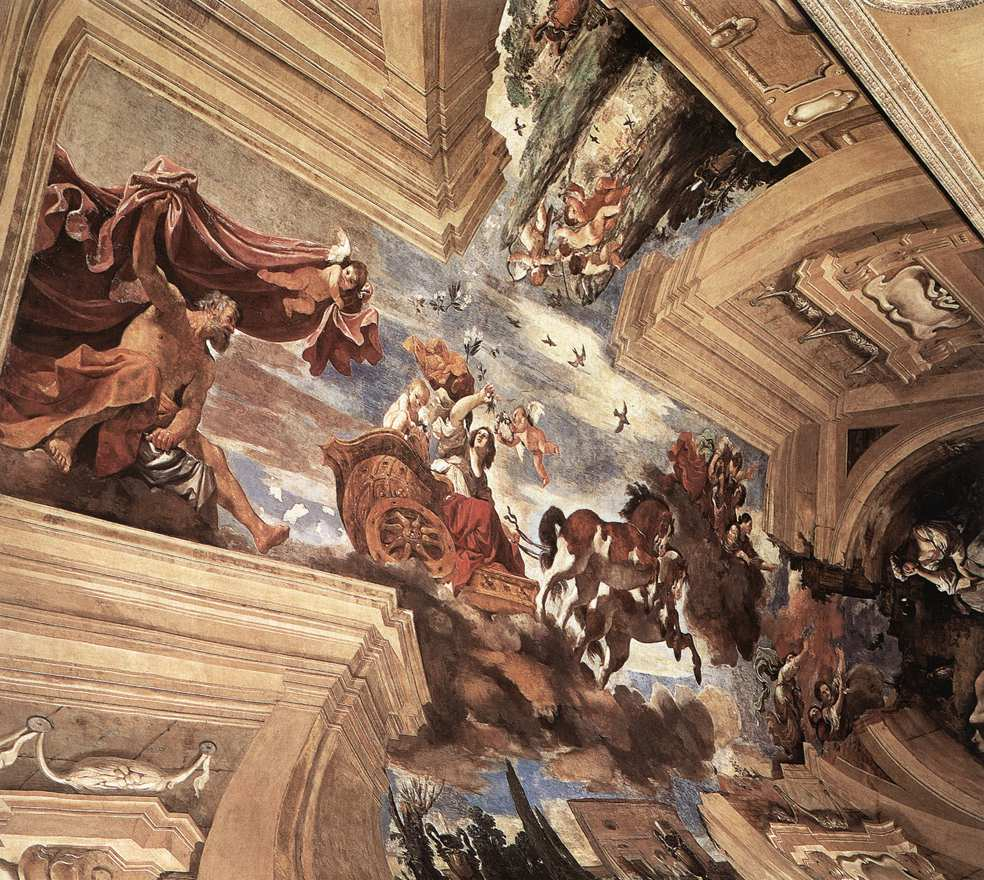
Guercino, L'Aurora (1621), Roma, Vil·la Ludovisi.

Com Caravaggio, els Carracci van crear escola i van servir per renovar els escenaris pictòrics. Van crear una acadèmia de pintors anomenada primer dels Desiderosi, després Accademia degli Incamminati i al final Escola dels Eclèctics. En ella, els alumnes aprenien tècniques i també una cultura clàssica que els permetés compondre complexos temes històrics, mitològics i al·legórics. Els acadèmics deixebles de Carracci, perfectes, i classicistes, laboraban els estils històrics donant una lectura nova i eclèctica. Entre ells cal esmentar als seus deixebles Domenichino (1581–1641), Guido Reni (1575–1642) i Guercino (1591–1666), que van realitzar grans decoracions a Roma, assenyalant-se un altre important centre a Bolonya. També Francesco Albani (1578–1660) és clasicista, encara que prefigura ja el rococó. No obstant, existeix una clara evolució entre aquests autors. Mentre que Domenichino i Guido Reni segueixen sent estrictament clasicistas en les seves decoracions a través del mètode manierista dels «quadres seriats», en Guercino es fa un pas més cap al ple barroc com pot veure's en L'aurora en el sostre del Vil·la Ludovisi (1621), que encara que segueix sent «quadre seriat», introdueix la perspectiva il·lusionista, «obrint» cap a el cel els elements arquitectònics. Guercino, encara que clasicista, adopta alguns trets dels caravagistes i anticipa també l'estil del ple barroc. Exemples tardans de supervivència del classicisme de l'Escola Bolonyesa, ja en ple barroc i rococó, són Carlo Maratta (1625–1713) i Giuseppe Maria Crespi anomenat Lo Spagnuolo (1665–1747).

### El ple Barroc
Després de les morts d'Annibale Carracci (1609) i de Caravaggio ([1610) el món artístic va semblar dividir-se en dos, entre caravaggistes i corrent del classicisme. Però serà una tercera via la que va sobreviure: és l'estil que Peter Paul Rubens va elaborar en els seus viatges per la Península Itàlica, culminat a Roma entorn de l'any 1608 amb L'adoració de la Verge en la Santa Maria in Vallicella. Encara que la pintura barroca enfonsa les seves arrels en la tradició anterior —el colorit venecià de Giorgione i Ticià, la gràcia de Rafael, la potència física de les figures de Miguel Ángel i els trucs il·lusionistes de Correggio—, va ser realment Rubens qui va unificar totes aquests precedents per produir un estil únic que es va difondre per totes les corts europees, dotant-los d'una nova energia. L'art de Rubens es va veure exasperat per Guercino en el segon decenni del segle: i Guercino, amb el seu llenguatge apassionat i emotiu derivat de Ludovico Carracci, amb la seva llum mórbida, el color mateix en taques, avantatjava al clàssic, intel·lectual i malenconiós Guido Reni. Guercino i Rubens són doncs les dues figures que van obrir la nova estació que hi hauria una definitiva consagració en el tercer decenni, en l'obra de Gian Lorenzo Bernini.

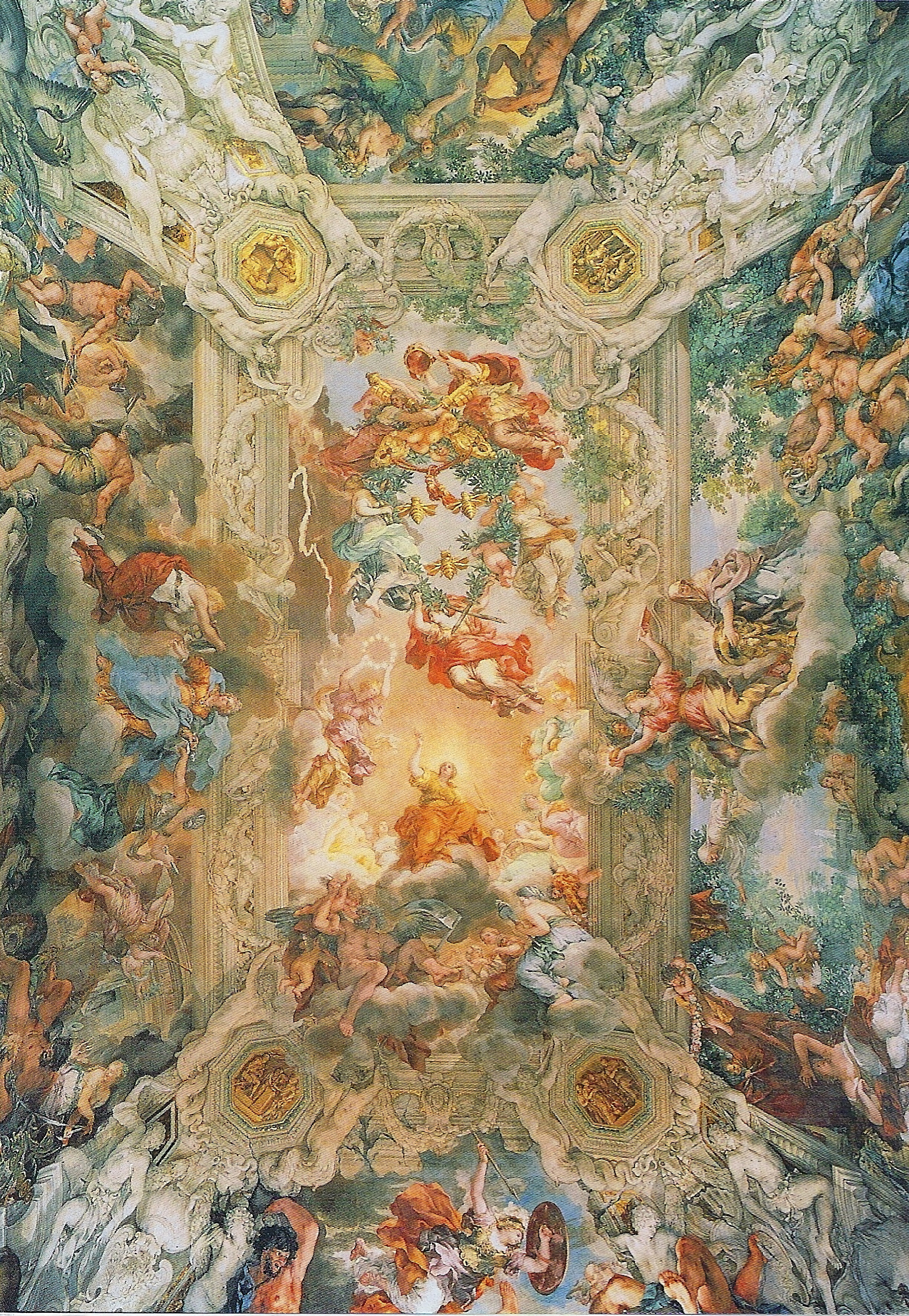
Pietro da Cortona: Volta del gran Saló del Palau Barberini, de Roma, representant la Glorificació del regnat d'Urbà VIII, també conegut com El triomf de la Divina Providència (1633-1639), exemple d'àmplia decoració pròpia del ple barroc.

El ple barroc va produir grans decoracions que ja no estaven compartimentadas com a l'escola classicista, sinó que es trencava amb aquestes divisions, creant perspectives il·lusionistes a la manera de Correggio. Aquesta tècnica del fresc implicava també l'aparició derivada d'un gènere autònom, el bozzeto (esbós) en el qual es representava, en dimensions reduïdes, l'obra que després s'anava a plasmar en les enormes voltes, i que a poc a poc va ser reconegut com una obra de valor propi, que els interessats per l'art van col·leccionant. Entre els grans decoradors cal citar, en primer lloc, a Giovanni Lanfranco i la seva cúpula de sant Andreu della Valle (1621–1625) i, sobretot, les gegantesques empreses decoratives de Pietro da Cortona, com la volta dels salons del palau Barberini (1633–1639), a la qual s'ha anomenat «acta de naixement de la pintura de sostres de l'Alt Barroc», del palau Pamphili a Roma i del palau Pitti de Florència. Pinta enormes escenes, no compartimentadas, que semblen sorgir d'arquitectures i escultures que són només aparents; en elles flueixen els diversos gèneres, l'al·legoria, la mitologia i la història a més del paisatge i detalls de natura morta. Es tracta d'una pintura plena de ritme i moviment, amb un color càlid de clara influència veneciana. Pietro da Cortona va escriure un Tractat en el qual expressava la seva teoria pictòrica, comparant la pintura amb el poema èpic, en el qual a part del tema principal hi ha una sèrie d'episodis i múltiples personatges, la qual cosa certament fa que l'obra sigui més complicada d'entendre. La seva prodigiosa tècnica aviat va ser seguida per un gran nombre d'adeptes, el cortonisme es converteix així en el llenguatge de la pintura monumental, un perfecte mitjà de propaganda per als clients laics i religiosos en les apoteosis grandioses dels quals es veuen empeses una contra altra per efectes lluminosos i de perspectiva gràcies també a l'ús de la «quadratura». De fet, per crear aquestes arquitectures es empleaban especialistes, anomenats quadraturisti. Entre els seguidors d'aquesta pintura decorativa i il·lusionista van estar Battista Gaulli (1639–1709), anomenat el Baciccio (Església del Gesù, 1674–1679) i el pare Andrea Pozzo (volta de l'Església de Sant Ignasi de Loiola a Campo Marzio, 1691). Aquest tipus de pintures que representen una apoteosi, de sants o governants, és tema nou del barroc encara que en realitat va més enllà de les concretes persones representades; així l'Apoteosi de Sant Ignasi que pinta el Baciccio no pretén tan glorificar al sant com a l'ordre jesuïta que ell va crear. Aquest tipus de pintura es va difondre per tot Itàlia i altres llocs d'Europa. Mitelli i Colonna van treballar a Bolonya i després Espanya; el pare Pozzo va influir en la pintura austríaca i bavaresa; el napolità Lucca Giordano va passar molts anys a Espanya. La influència de la pintura decorativa barroca italiana es perllonga al centre d'Europa més enllà del segle xvii, ja en ple Rococó: serà un artista italià, Bartolomeo Altomonte (1702–1783) qui, per exemple, pinta el fresc del sostre de la biblioteca en el monestir de Sant Florián, prop de Linz, l'any 1747. No obstant, sempre va haver-hi qui va defensar unes obres més senzilles i fàcils de comprendre, com el classicista Andrea Sacchi (1599–1661) i els seus deixebles.

## Escoles regionals
Un tret característic del ric barroc italià és la coexistència d'escoles regionals amb característiques pròpies que permetien diferenciar-les de les tendències generals romanes. Així, a Nàpols, la pintura es caracteritza per usar taques (macchia) de color pel que als pintors d'aquesta tendència se'ls cridava macchiettista. A més dels ja esmentats caravaggistas Carracciolo (1578–1635) i Josep de Ribera (1591–1652), va destacar a Nàpols Salvator Rosa (1615–1673). Rosa es va especialitzar en quadres de batalles i va crear el «capritx» (capriccio), ràpides pintures realitzades en un moment, a l'abric de la inspiració sobtada. Altres representants del barroc napolità van ser Mattia Preti (1613–1699) i Luca Giordano (1634–1705).
Per la seva banda, a Milà es parla del Seicento lombardo, molt influït per les indicacions de Carles i Federico Borromeo. Utilitza un llenguatge sever o dramàtic en escenes fortament narratives, en quadres que són sempre una mescla de realitat concreta, quotidiana, i una visió mística i transcendental de la humanitat i de la fe. Poden incloure's dins d'aquesta tendència a Pier Francesco Mazzucchelli, anomenat el Morazzone (1573–1626), Giovanni Battista Crespi, anomenat el Cerano (1573–1632), Giulio Cessés Procaccini (1574–1625) i Daniele Crespi (1590–1630).

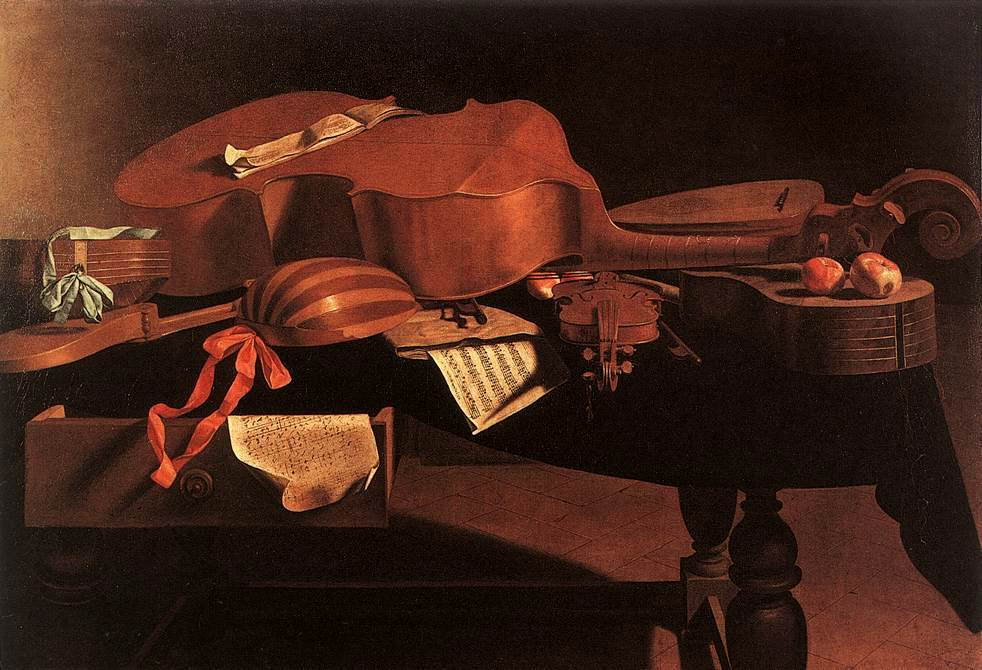
Evaristo Baschenis: Instruments musicals.

A Gènova és evident el contacte amb l'escola flamenca, ja que hi havia una colònia de mercaders d'aquesta procedència; són pintors típicament genoveses Bernardo Strozzi (1581–1644), Giovanni Benedetto Castiglione, anomenat el Grechetto (1609–1664), Gregorio de Ferrari (c. 1647–1726) i, ja en el rococó del segle xviii, Alessandro Magnasco anomenat el Lissandrino (1667–1749).
Fins i tot Toscana va tenir una pintura pròpia, més aviat classicista.
I, sempre apart, cal esmentar als venecians, on treballa un pintor alemany, Johann Liss (c. 1595–c. 1629) amb gran nivell i qualitat. A l'escola veneciana pertany també Evaristo Baschenis (1607–1677), especialitzat a pintar natures mortes d'instruments musicals. En general, a la Venècia d'aquesta època, lluny del tenebrisme, es manté la tradició heretada de Ticià i Paolo Veronese, realitzant suntuosos quadres de paisatges urbans inundats de llum i color, en un estil continu que arribarà fins al segle xviii amb (Guardi i Canaletto).